# حرب جمهورية الكونغو الأهلية الثانية
حرب جمهورية الكونغو الأهلية الثانية هي صراع أهلي عرقي-سياسي في جمهورية الكونغو، بدأت في 5 يونيو 1997 واستمرت حتى ديسمبر 1999. كانت هذه الحرب الثانية تكملة للحرب الأهلية الأولى التي دارت رحاها في 1993، وشاركت فيها ميليشيات تمثل ثلاثة مرشحين سياسيين. انتهى الصراع بعد تدخل الجيش الأنغولي، لإعادة الرئيس السابق ديني ساسو نغيسو إلى السلطة.

## خلفية

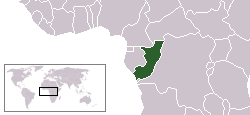
موقع جمهورية الكونغو في وسط أفريقيا.

حصلت جمهورية الكونغو على استقلالها من فرنسا في 1960، ودخلت في فترة من الاضطرابات السياسية مبكرا. بعد ثلاثة أيام من انتفاضة الشعب في "الثلاثة المجيدة"، طبقت الكونغو مبدأ الاشتراكية العلمية، حيث أنشأت علاقات مع الكتلة الشرقية وأصبحت جمهورية شعبية بنظام الحزب الواحد. وضع تغيير النظام مرتين البلاد في أتون توترات عرقية، مع وصول ديني ساسو نغيسو لكرسي الرئاسة في 1979. في 1990، خطت البلاد خطواتها الأولى نحو نظام سياسي متعدد الأحزاب، وعقدت أخيرا الانتخابات العامة في 1992.
انتهت الانتخابات بفوز مرشح الاتحاد الأفريقي للديمقراطية الاجتماعية باسكال ليسوبا في السباق الرئاسي، وحل مرشح الحركة الكونغولية للديمقراطية والتنمية المتكاملة بيرنارد كوليلاس ثانيا، فيما احتل مرشح حزب العمل الكونغولي ساسو نغيسو المرتبة الثالثة. استاء كلّ من كوليلاس وساسو نغيسو من نتيجة الانتخابات، وأسسا تحالفا ضد ليسوبا. استمرت التوترات وتصاعدت حدتها مع تأسيس كوليلاس، ليسوبا وساسو لميليشيات النينجا، كوكويي، والكوبرا على التوالي. انضم الناس إلى هذه الميليشيات عبر زعماءها بناءً على خلفيات سياسية وعرقية: دعمت عرقية المبوشي ساسو، فيما دعمت النيبولك ولاري ليسوبا وكوليلاس على التوالي.
بسبب التزوير الانتخابي في الانتخابات البرلمانية لسنة 1993، بدأت ميليشيات النينجا والكوبرا حربا أهلية ضد ميليشيا كوكويي. انتهى الصراع في ديسمبر 1994، وخلف 2,000 قتيلاً مدنياً وعدداً أكبر من ذلك بكثير من المشردين. على الرغم من بقاءه في السلطة، فشل ليسوبا في إيجاد أداة لتوقيع اتفاق سلام لإنهاء الحرب، واحتفظت الميليشيات الموجودة في البلاد بأسلحتها. معدلات البطالة المرتفعة، جو الشك السياسي، وقدوم الأسلحة بطريقة منظمة من مناطق النزاعات، ساهم كل ذلك في تصاعد حركة الميليشيات في البلاد. استمرت النزاعات العنيفة مع إعداد كل فصيل للانتخابات القادمة في 1997.

## الصراع
في 5 يونيو 1997، قاد ساسو انقلابا متوقعا، وأمر ليسوبا ميليشيا كوكويي باعتقال ساسو ونزع سلاح ميليشيا الكوبرا بالقوة، هكذا بدأت الحرب الأهلية الثانية. اجتاح القتال مبكرا كل المدينة، مع سيطرة كل ميليشيا من ميليشيات كوكويي، النينجا والكوبرا على مناطق داخل العاصمة. جلبت الحكومة مرتزقة أوكرانيين للقيام بهجمات ضد طائرات هليكوبتر، فيما بعد، قامت بتعبئة قواتها للقيام بحملة قصف للمناطق التي تقع تحت سيطرة الكوبرا. قصف كلا الجانبين المناطق المأهولة بالسكان بالقذائف، مما سبب في وقوع عدد قتلى كبير من المدنيين. اتهم المقاتلون بالقيام بعمليات ابتزار ومضايقة للسكان المدنيين، حيث كان يتم عليهم ذلك حسب انتماءهم العرقي.
في 16 يونيو 1997، أنهى ليسوبا وساسو نغيسو محادثات فاشلة في ليبرفيل، الغابون نظمت بوساطة الأمم المتحدة، الاتحاد الأوروبي، فرنسا وعدد من الدول الأفريقية. في 17 يونيو 1997، حضر جنود فرنسيون وعدد من قوات مشاة البحرية الأمريكية إلى العاصمة، لإجلاء 6,000 من الرعايا الأجانب من خلال مطار برازافيل بعد أن اتفقت الأطراف المتحاربة على وقف لإطلاق النار لمدة 3 أيام.
في نفس الوقت، زار ليسوبا رواندا، أوغندا وناميبيا في محاولة لكسب دعمهم. بالإضافة إلى ذلك، اتهمت ميليشيا الكوبرا بدعم أنصار الرئيس الزائيري السابق موبوتو سيسي سيكو، لقتال رئيس جمهورية الكونغو الديمقراطية، لوران كابيلا، والتي قامت بلاده بإرسال مئات الجنود لدعم ليسوبا.
تزامن اندلاع الحرب الأهلية الكونغولية مع الصراع الداخلي في أنغولا. خلال رئاسة باسكال ليسوبا، قدمت الكونغو دعما كبيرا لمقاتلي يونيتا المعادين للحكومة الأنغولية، وذلك عبر تجارة الماس معهم. استغلت أنغولا الفرصة لتدمير خط إمداد يونيتا عن طريق دخولها الصراع في جانب ساسو نغيسو. دعمت فرنسا أيضا ميليشيا الكوبرا عن طريق إعطاءها قوات حربية، حفاظا على مصالحها في صناعة النفط في البلاد. فر عدد كبير من اللاجئين الروانديين إلى الكونغو في مايو 1997، ليشكلوا جزء من الصراع، حيث اشترك ما يقرب من 600 من الهوتو الروانديين في ميليشيا أسسها ساسو، فيما قاتل آخرون ضده. كانت هناك ادعاءات تتمحور حول تدخل كوبا إلى جانب ميليشيا الكوبرا، وأخرى اتهمت فيها يونيتا بمساعدة ميليشيا النينجا.
في سبتمبر 1997، بعد رفض ساسو قبول خمسة حقائب وزارية، عين ليسوبا بيرنارد كوليلاس في منصب رئيس الحكومة، مما أدى إلى دخول ميليشيا النينجا رسميا في جانب الحكومة.
في 11–12 أكتوبر 1997، أجرت طائرات مقاتلة تابعة للقوات الجوية الأنغولية عددا من الضربات الجوية ضد مواقع ميليشيا كوكويي داخل برازافيل. في 16 أكتوبر 1997، عزرت ميليشيا الكوبرا بدعم من دبابات وقوة تتألف من 1,000 جندي أنغولي سيطرتها في برازافيل، مما أدى إلى خلع ليسوبا بعد يومين. في اليوم الموالي، عاد ديني ساسو نغيسو إلى السلطة، وعين نفسه رئيسا. أدى هذا إلى دمج ميليشيا الكوبرا مع الجيش الوطني، دون حلها تماما. بعد احتلال العاصمة، قام رجال ميليشيا الكوبرا باعتقال وإعدام العشرات من المقاتلين المعادين والمعارضين السياسيين وسلب ممتلكاتهم. رافق هذا هجوما أنغوليا على بوانت نوار لم يلقى أدنى مقاومة، مما أدى إلى استسلام أغلبية القوات الحكومية.
خرجت ميليشيات النينجا وكوكويي بالقوة من برازافيل، وأعادت بعدها تنظيم صفوفها، ثم اندلعت اشتباكات في مدن إمبفوندو، ويسو وأوواندو وفي بوانت نوار كذلك. في أبريل 1998، احتل متمردو كوكويي سد موكوكولو الكهرومائي الواقع في إدارة بوينزا، ثم قتلوا عدة موظفين وخفضوا إمداد بوانت نوار بالكهرباء لعدة أسابيع. في 29 أغسطس 1998، قتل مقاتلو النينجا مفوض الشرطة في ماندولي. في 26 سبتمبر 1998، اغتال متمردو النينجا نائب والي غوما تسي تسي. في 9 أكتوبر 1998، أطلق متمردو النينجا النار على مخفر شرطة ومكاتب ولاية كينكالا.
تأسست ميليشيا نسيلولو في إدارة بول في 1998، وشكلت عرقية لاري أساس هذه المجموعة. تحالفت هذه الأخيرة مع ميليشيا النينجا، وأطلقتا هجمات ضد القوات الحكومية والمدنيين الداعمين لهم.
شهد الربع الأخير من عام 1998 تصعيدا في الصراع، حيث سيطرت ميليشيات النينجا ونسيلولو على عدة مناطق في جنوب البلاد. في 14 نوفمبر 1998، شنت ميليشيا النينجا هجوما في ماندولي، وقتل 41 مدنيا، بما في ذلك، ستة أعضاء في لجنة الإعلام المحلية. في 18 ديسمبر 1998، احتل متمردو كوكويي مدينة نكايي، وشرعوا مباشرة في إعدام مسؤولي الحكومة وعرقية المبوشي بإجراءات مختصرة؛ استعادت القوات الحكومية السيطرة على المدينة بعد ثلاثة أيام. نشر مسلحون أنغوليون وتشاديون في مناطق بوينزا، نياري وليكومو الواقعة في إدارة بولو، لمواجهة أنشطة التمرد المستمرة. في 16 ديسمبر 1998، تسللت مجموعة تتكون من 300 مقاتل من ميليشيا النينجا إلى أحياء الباكونغو والماكيليكيلي في برازافيل، فاندلعت اشتباكات استمرت أربعة أيام. تعرضت هذه المناطق إلى قصف خطير بقذائف الهاون والمدفعية، تسبب في دمار واسع، وفرار لما يصل إلى 200,000 مدني. قامت القوات الحكومية بحملة نهب واسع النطاق وإعدام بإجراءات مختصرة، سببت خسائر تقدر بحوالي 1000 قتيل مدني.
في ديسمبر 1999، تواصلت هجمات الحكومة، فقام ما مجموعه 2,000 من متمردي ميليشيات النينجا وكوكويي بالاستسلام إلى السلطات، بعد توقيع اتفاق سلام مع الحكومة، أنهى رسميا الصراع.

## قضية مروحيات الهيلوكوبتر
في 1 يونيو 1997، في إطار التحضيرات للحرب القادمة، أبرم الرئيس ليسوبا صفقة شراء 28 طائرة هيلوكوبتر من القوات الجوية الجنوب أفريقية من نوع أيروسباسيال إس إي-300 بوما. أجريت جميع المعاملات من خلال رجال أعمال في جوهانسبورغ، بواسطة أموال أرسلت من حسابات خارجية لثلاث رجال أعمال جنوب أفريقيين آخرين. كانت تدار هذه الحسابات بواسطة خدمات إكسوتيك للإدارة، العاملة في جزر العذراء البريطانية، التي تتعامل مع سماسرة أرمسكور، أصحاب الذكاء في هذا المجال. بعد عدة أسابيع من بداية الحرب، اشترى ليسوبا مروحيتين من نوع ميل مي-17، أربع طائرات نقل و 290 شاحنة، التي دفعت أثمنتها من خلال حساب بنك باريس.
في 27 يونيو 1997، دفع ليسوبا مليون دولار أمريكي لشركاءه الجنوب أفريقيين، فتم إرسال مروحيتين ميل مي-17 لقوات ليسوبا. في 11 يوليو 1997، دفعت الحكومة الكونغولية ما مجموعه 7.7 مليون دولار أمريكي لشراء 28 هيليكوبتر. في أكتوبر 1997، بعد خلع ليسوبا وصعوده إلى السلطة، أرسل ساسو نغيسو فواتير إلى إكسوتيك تأكد أن جميع العقود والمدفوعات لا زالت نافذة. ومع ذلك، لم تسلم تلك 28 طائرة هليكوبتر من نوع بوما. ولامت إكسوتيك وأرمسكور كل واحدة الأخرى على هذا الفشل. في 2002، قاضت الحكومة الكونغولية أرمسكور في محكمة جنوب أفريقية، وطالبت بدفع 7.7 مليون دولار; قضت المحكمة برفض هذا في ما بعد.